# Канале (Козенца)
Канале је насеље у Италији у округу Козенца, региону Калабрија.
Према процени из 2011. у насељу је живело 35 становника. Насеље се налази на надморској висини од 455 м.